# کلودیو ولیجی
کلودیو ولیجی (انگلیسی: Claudio Valigi؛ زادهٔ ۳ فوریهٔ ۱۹۶۲) بازیکن فوتبال اهل ایتالیا است.
از باشگاه‌هایی که در آن بازی کرده‌است می‌توان به باشگاه فوتبال پروجا، باشگاه فوتبال مسینا، باشگاه فوتبال آ.اس. رم، باشگاه فوتبال پادوا، باشگاه فوتبال بنونتو، و باشگاه فوتبال ترنانا اشاره کرد.
وی همچنین در تیم ملی فوتبال زیر ۲۱ سال ایتالیا بازی کرده‌است.